# Svanskogs kyrka
Svanskogs kyrka är en kyrkobyggnad som tillhör Svanskogs församling i Karlstads stift. Kyrkan ligger i samhället Svaneholm i Säffle kommun.

## Kyrkobyggnaden
Tidigare kyrkobyggnad var uppförd av trä på medeltiden.
Nuvarande träkyrka uppfördes 1733 under ledning av byggmästare Philip Eckel och invigdes 11 november samma år. Kyrktornet i väster tillkom år 1738. År 1764 byggdes sakristia och förrådsrum i den östra korsarmen.

## Inventarier
- I kyrkan finns en dopfunt i täljsten från 1200-talet.
- Predikstolen är byggd 1742 av Isak Schullström.
- En tolvarmad ljuskrona i järn är från år 1693.

### Orgel
- 1891 byggde Åkerman & Lund, Stockholm en orgel med 7 stämmor.
- Den nuvarande orgeln byggdes 1949 av John Grönvall Orgelbyggeri, Lilla Edet och är en pneumatisk orgel.

| Huvudverk I   | Svällverk II      | Pedal        | Koppel |
| Principal 8´  | Rörflöjt 8´       | Subbas 16´   | I/P    |
| Gedackt 8'    | Gemshorn 8'       | Oktava 8´    | II/P   |
| Oktava 4'     | Nasard 2 2/3'     | Bachflöjt 4' | II/I   |
| Flöjt 4'      | Blockflöjt 2'     |              |        |
| Oktava 2'     | Ters 1 3/5'       |              |        |
| Mixtur 3 chor | Sifflöjt 1'       |              |        |
| Corno 8'      | Crescendosvällare |              |        |

- Nuvarande orgel med 20 stämmor är tillverkad 1966 av A. Magnusson Orgelbyggeri AB.